# Intetics
Intetics es una empresa de tecnología estadounidense que proporciona desarrollo de aplicaciones de software personalizado, creación de equipos profesionales distribuidos, evaluación de la calidad del producto de software y soluciones "completamente digitales" construidas con tecnologías SMAC, RPA, AI/ ML, IoT, blockchain y GIS/ UAV/ LBS. Con sede en Naples, Florida, Intetics opera desde múltiples oficinas en los Estados Unidos, Europa y América Latina.

## Historia
En 1995, Intetics fue fundada por Boris Kontsevoi en Bielorrusia; en ese momento, estaba bajo el nombre de "Client-Server Programs". Había alrededor de 10 000 sitios web en el mundo entonces, y el número de usuarios de Internet llegó a solo 16 millones a finales de año.
En 1996, la compañía se unió al programa Proveedor de Soluciones Certificado por Microsoft.
La sede de la empresa se trasladó a Praga, en la República Checa, al año siguiente. Intetics ha estado haciendo desarrollo web desde 1997, que data de los primeros tiempos de la World Wide Web (WWW).
Intetics se unió y firmó el Manifiesto Ágil en mayo de 2002, un año después de que los autores del documento lo abrieran a la firma.
En 2003, la compañía se trasladó a Chicago, Illinois, comenzando a operar bajo el nombre de Intetics, que significa "Internet, tecnología y ética" representando el Código de Conducta y el ADN empresarial con el lema: "Donde los conceptos de software cobran vida”. La compañía creció orgánicamente a 80 personas.
En 2004, en los albores de la revolución de las redes sociales impulsada por el lanzamiento de YouTube y Facebook, Boris Kontsevoi presentó el Equipo Offshore Dedicado. Un nuevo modelo de negocio que más tarde se convirtió en el estándar de la industria.
El segundo centro de desarrollo de Intetics, con una fuerte especialización en SIG, se abrió en Járkov, Ucrania, al año siguiente.
En 2008, la compañía entró en el Inc. 5000 por primera vez. Intetics ha aparecido en la lista de Inc. 5000 ocho veces más desde entonces.
Intetics estableció varias oficinas en todo el mundo en 2009.
En 2010, el presidente y CEO de la compañía, Boris Kontsevoi, recibió la designación Profesional Certificado en Externalización (COP) por el IAOP, convirtiéndose en el primer COP de Europa del Este.
En 2011, cuando el mundo descubrió el término Industria 4.0, introducido para describir el rápido avance tecnológico en el siglo XXI, Boris Kontsevoi inventó la Subcontratación a Distancia, un modelo avanzado de formación de equipos de software.
Intetics abrió un centro de desarrollo en Kiev, Ucrania, en 2012.
Al año siguiente, los ingresos del mercado ucraniano de servicios de TI alcanzaron los primeros mil millones de dólares, e Intetics se expandió en la UE con una nueva sucursal: Intetics GmbH en Düsseldorf, Alemania.
En 2014, Intetics abrió su oficina de representación en Londres, Reino Unido, y el equipo de la compañía creció a 450 personas.
En 2015, Intetics ganó el Contrato Europeo de BPO del Año de la Asociación Nacional de Externalización (NOA). El NOA es el nombre anterior de la Asociación Mundial de Compras (GSA), que funcionó durante 29 años hasta 2016.
La sede de Intetics se trasladó de Illinois a Naples, Florida, en 2016. En el mismo año, Boris Kontsevoi formuló los principios de ingeniería de software predictivo e inventó TETRA una plataforma de reducción de deuda técnica. La compañía también estableció un centro de desarrollo en Cracovia, Polonia. Desde 2016, Intetics ha sido un donante regular de Wikipedia y la Fundación Wikimedia.
Intetics ganó el Proyecto de Externalización Africana del Año en los Premios a la Contratación Global 2018 de GSA.
En 2018, Intetics se convirtió en el socio de consultoría estándar de AWS.
En 2019, la compañía abrió centros de desarrollo en Odesa y Vínnitsa, Ucrania.
En 2020, se abrió la oficina de representación de Intetics en Raleigh, NC, y el equipo llegó a 700 personas.
El 27 de mayo de 2021, el nuevo sitio web de Intetics Slide fue lanzado y recibió 3 premios Web. El hito coincidió con un punto álgido cuando el número total de usuarios de Internet superó los 5 mil millones.
Durante 2022, se establecieron oficinas de la empresa en Polonia (Varsovia), Armenia (Ereván), Georgia (Batumi) y Moldavia (Chisináu).
Intetics proporcionó asesoramiento experto para la nueva legislación en el lanzamiento de Diia City, el nuevo marco legal para la industria de la TI de Ucrania, y se unió al clúster de la Tecnología de la Información de Lviv para contribuir a la infraestructura de TI de Ucrania.
En abril de 2022, la compañía abrió una nueva oficina de representación en Lviv y un refugio para empleados reubicados de regiones de Ucrania afectadas por la invasión rusa de Ucrania. A pesar de la guerra, la empresa mantuvo ininterrumpida la prestación de servicios y proporcionó apoyo constante a los empleados locales. El apoyo incluyó la asistencia para reubicar a las familias y la facilitación de la ayuda y las oportunidades de empleo necesarias.
En agosto de 2022, Intetics abrió su primera oficina en América Latina, en Bogotá, Colombia.
En 2022, la compañía publicó un Vocabulario de Tecnologías Emergentes, que cubre las tendencias de la Tecnología de la Información y las definiciones de tecnologías emergentes para su análisis y referencia. El vocabulario está abierto a la contribución.
En febrero de 2023, AWS concedió a Intetics una acreditación de socio de servicios avanzados.
En abril de 2023, Intetics lanzó Future TechTalk, el primer podcast impulsado por IA con noticias de la industria de la Tecnología de la Información y tendencias tecnológicas.

## Actividad
Intetics Inc. es una compañía de tecnología estadounidense líder que proporciona desarrollo de aplicaciones de software personalizado, creación de equipos profesionales distribuidos, evaluación de la calidad del producto de software y soluciones "completamente digitales" construidas con SMAC, RPA, AI/ ML, IoT, blockchain, y tecnologías GIS/UAV/LBS.
Basado en el Equipo Dedicado Offshore y los modelos remotos de In-Sourcing, una avanzada Plataforma de Reducción de Deuda Técnica (TETRA), y SLA medibles para la ingeniería de software, Intetics permite a las empresas aprovechar el talento global con experiencia en ingeniería basada en el marco de la ingeniería de software predictiva.
Intetics se especializa en el diseño de productos de software en condiciones de especificaciones incompletas.
La compañía posee experiencia en la industria en educación, salud, logística, ciencias de la vida, finanzas, seguros, comunicaciones, ERP personalizado, CRM, automatización inteligente, soluciones geoespaciales y startups.
Intetics tiene la certificación ISO 9001 (calidad) e ISO 27001 (seguridad), así como un socio de Microsoft Gold, Amazon y UiPath Silver.
El fundador y CEO de la compañía es Boris Kontsevoi.

## Galardones
- Externalización global 100 de IAOP (2006-2008, 2010-2018, 2019-2023)[37]
- Empresa más innovadora de FORTUNE & Statista (2023)[38]
- Ranking del Financial Times: Las empresas de más rápido crecimiento en las Américas (2022)[39]
- Premios Friendly Workplace por Marka Pracodawcy (2022)[40]
- Empresas de más rápido crecimiento Inc. 5000 (2008-2015, 2021)[41]
- Fast Company World Changing Ideas Awards - Mención de Honor (2022)[42]
- Premios de la Asociación de Marketing Web: Mejor Sitio Web de Proveedor de Servicios de Aplicaciones, Mejor Ordenador: Sitio Web de Software, Mejor Sitio Web de Negocios Internacionales (2021)[22]
- Software del top Software Magazine 500 Companies (2010-2018)[43][44]
- PREMIOS CEE A LOS SERVICIOS EMPRESARIALES (2019)[45]
- Los 16 Premios Anuales de Negocios Americanos (2018) BRONCE STEVIE GANADOR: Intetics TETRA (Nuevo Producto o Servicio del Año - Software - Solución de Desarrollo de Software)[46]
- Premios a la Contratación Global GSA - Proyecto africano de externalización del año (para tecnología) - Intetics (2018)[18]
- Premio a la Innovación en Software y Tecnología 2016 de la revista CV[47]
- Los Premios Europeos de Subcontratación de la Asociación Europea de Subcontratación (EOA): Intetics ganador en "Contrato Europeo de BPO del año" y "Proyecto europeo de externalización de la Tecnología de la Información del año" (2015)[13]